# Кайшев, Владимир Григорьевич
Владими́р Григо́рьевич Ка́йшев (родился 18 марта 1954 в ст. Суворовская Предгорного района Ставропольского края) — российский государственный деятель, председатель правительства Карачаево-Черкесской Республики (2008—2010), бизнесмен, доктор экономических наук (2005), академик РАН (2022).

## Биография
По национальности — понтийский грек.
В 1976 году окончил Краснодарский политехнический институт (специальность по образованию — экономика и организация промышленности продовольственных товаров). Кандидат экономических наук. Действительный государственный советник Российской Федерации 2 класса (классный чин присвоен Указом Президента Российской Федерации от 11 марта 2008 г.); Заслуженный работник пищевой индустрии Российской Федерации; награждён медалями.
- 1975 — лаборант кафедры электрооборудования и электроснабжения промпредприятий Краснодарского политехнического института;
- 1978—1981 — экспедитор, кладовщик ресторана «Парус», г. Ессентуки;
- 1981—1986 — директор Черкесского горплодоовощторга, г. Черкесск;
- 1986—1994 — заместитель директора по реализации, и. о. директора совхоза-комбината «Южный», г. Усть-Джегута Карачаево-Черкесской автономной области;
- 1994—2000 — генеральный директор АООТ «Минераловодский спиртзавод», ОАО «Спиртзавод Минераловодский», с. Гражданское Ставропольского края;
- 2000—2004 — руководитель Департамента пищевой, перерабатывающей промышленности и детского питания Министерства сельского хозяйства РФ;
- 2004—2005 — заместитель руководителя Федерального агентства по сельскому хозяйству;
- 2005 — помощник Министра сельского хозяйства Российской Федерации;
- 2005—2008 — директор Департамента пищевой, перерабатывающей промышленности и качества продукции Министерства сельского хозяйства РФ; член Комиссии Правительства РФ по вопросам агропромышленного комплекса (с марта 2008 г.);

С сентября 2008 по апрель 2010 года — председатель правительства Карачаево-Черкесской Республики.
Член-корреспондент РАСХН (2010), член-корреспондент РАН (2014), академик РАН (2022).

## Из библиографии
- Пищевая промышленность России: условия, факторы, тенденции развития / В. Г. Кайшев; М-во сел. хоз-ва Рос. Федерации. — Москва : Росинформагротех, 2006 (пос. Правдинский (Моск. обл.) : Росинформагротех). — 359, [1] с. : ил., табл.; 20 см; ISBN 5-7367-0552-4

### Диссертации
- Кайшев, Владимир Григорьевич. Рыночные модели и стратегии управления госмонопольно регулируемыми предприятиями АПК : диссертация … кандидата экономических наук : 08.00.05. — Ростов-на-Дону, 1999. — 170 с.
- Кайшев, Владимир Григорьевич. Государственное регулирование воспроизводственного процесса в пищевой и перерабатывающей промышленности : диссертация … доктора экономических наук : 08.00.05. — Москва, 2005. — 347 с. : ил.

### Учебные пособия
- Современные технологии функциональных пищевых продуктов: учебник / В. Н. Иванова, С. Н. Серёгин, В. Г. Кайшев : под общей редакцией доктора технических наук, профессора академика РАН А. Б. Лисицына и доктора экономических наук, профессора В. Н. Ивановой ; Министерство науки и высшего образования Российской Федерации, Российская академия наук. — Москва : ДеЛи плюс, 2018. — 431 с. : цв. ил., табл.; 24 см; ISBN 978-5-6041606-2-6

### История экономики и управления и лицах
- Самый блистательный губернатор: Генерал-лейтенант Николай Егорович Никифораки / Илья Илиади, Владимир Кайшев, Герман Беликов. — М. : ИЛЕКСА, 2002. — 383 с. : ил., портр., факс.; 22 см; ISBN 5-89273-098-4